# Sophie Deremaux
Sophie Deremaux-Boulongne, née le 21 décembre 1980 à Armentières, est une sportive française de haut niveau, capitaine de l'équipe de France de parachutisme dans la discipline du vol relatif.

## Biographie

### Débuts dans le parachutisme
Son père, Pierre et sa mère, Pascale lui offrent un saut en tandem pour ses 18 ans en 1999. À la suite de ce saut en parachute, elle s'inscrit dans la progression traditionnelle de ce sport à environnement spécifique. Elle fait ses premiers pas à Saumur au Centre École Régional de Parachutisme Sportif. Elle débute au club d'Angers.  Elle fait preuve rapidement d'une aisance particulière pour cette activité. Elle est sélectionnée en équipe de France en 2002.
Elle est actuellement basée à Pamiers, au Centre Régional de Parachutisme de l'Ariège, où elle est formatrice de moniteurs de parachutisme et coordonnatrice du pôle d'entraînement des équipes de France.

### Carrière internationale
Sophie Deremaux s'affirme progressivement comme un pilier de l'équipe de France féminine de parachutisme. Elle est nommée capitaine de l'équipe en 2003 et le restera 10 ans. Sa carrière commence par une 5e place aux championnats du monde de parachutisme de 2003 à Gap.
Même si ses équipières ont changé depuis 2003, Sophie Deremaux conserve sa place au sein de l'équipe qui deviendra championne d'Europe en 2005, 2007, 2009, 2011, et championne du monde en 2010, 2012, 2014.
Ses équipiers champions du monde en Russie 2010, sont Bérangère Duplouy, Amélie Tirman, Françoise Simons Hamouchi et Stéphane Mistrot Dit Pachet(vidéoman). Son entraîneur est Marin Ferré. L'équipe se nomme Aérokart Deep Blue du nom d'un de leurs sponsors.
Lors des championnats du monde de décembre 2012 à Dubaï, l'équipe est constituée d'Amélie Tirman, Perrine Sanchez, Stéphanie Texier et Rémy Grandclec (Vidéoman),. L'équipe se nomme Deep Blue Defenders en référence au titre mondial qu'il a fallu défendre.

## Palmarès

### Championnats du monde
- 5e aux championnats du monde de vol relatif 2003
- Médaille d'argent, aux championnats du monde de vol relatif 2004
- Médaille d'argent, aux championnats du monde de vol relatif 2006
- Médaille de bronze, aux championnats du monde de vol relatif 2008
- Médaille d'or, aux championnats du monde de vol relatif 2010
- Médaille d'or, aux championnats du monde de vol relatif 2012

### Coupe du monde
- Deuxième de la coupe du monde de vol relatif 2005
- Vainqueur de la coupe du monde de vol relatif 2007
- Vainqueur de la coupe du monde de vol relatif 2009

### Championnats d'Europe
- Médaille d'or, aux Championnats d'Europe de vol relatif 2005, 2007, 2009, 2011